# Mons Vitruvius
Der Mons Vitruvius ist ein Berg auf dem Mond in der Region Montes Taurus, nördlich des Mare Tranquillitatis und südöstlich des Mare Serenitatis. Dieses Massiv hat einen Durchmesser von etwa 45 km. Es erhebt sich bis zu einer Höhe von ca. 2,3 km im Nordosten. 
Der Name des Berges wurde von dem Vitruvius-Krater abgeleitet, welcher sich südsüdöstlich befindet und nach Marcus Vitruvius Pollio benannt ist.
Die Landestelle Apollo 17 liegt unmittelbar nördlich, zwischen Mons Vitruvius und Littrow-Krater. 